# Encelia farinosa
Encelia farinosa là một loài thực vật có hoa trong họ Cúc. Loài này được A.Gray ex Torr. mô tả khoa học đầu tiên năm 1848.